# UPN

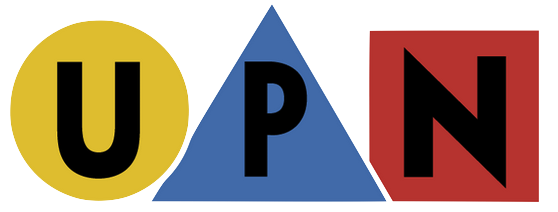
Poprzednie logo stacji UPN

United Paramount Network (krócej UPN) – amerykańska sieć telewizyjna nadająca w latach 1995–2006.
UPN rozpoczęła nadawanie 16 stycznia 1995, nadawało początkowo programy głównie w poniedziałkowe i wtorkowe wieczory od 8:00 do 22:00, czasu wschodniego i pacyficznego.
24 stycznia 2006 CBS Corporation i Time Warner ogłosiły, że UPN i The WB zostaną zamknięte, a w ich miejsce powstanie wspólna sieć telewizyjna – The CW.
Stacja zakończyła nadawanie 15 września 2006 o 21:59, w czasie wschodnim.